# Joseph Cowell
Pour les articles homonymes, voir Cowell.
Joseph Leathley Cowell, né Joseph Leathley Hawkins-Witshed le 7 août 1792 près de Torquay et mort le 13 novembre 1863 à Londres, est un acteur, auteur et peintre anglais.

## Biographie
Cowell est né Joseph Leathley Hawkins-Witshed non loin de Torquay dans le Devon. Il est le fils d'un colonel dans l'armée et le neveu de l'amiral James Hawkins-Whitshed.
Il entre dans la marine à l'âge de 13 ans, sert trois ans comme aspirant, puis se lance dans une croisière d'un an aux Caraïbes. Lors d'une querelle, il frappe un officier supérieur, s'exposant ainsi à une cour martiale, avec la probabilité d'être fusillé. Lors du voyage de retour, son navire rencontre un navire français et il supplie l'officier qu'il a a offensé de lui permettre de perdre la vie honorablement au combat. Il accomplit son devoir avec tant de courage qu'en arrivant à Plymouth, l'amiral obtient sa libération anticipée. Ces événements l'incitent à changer son nom de famille.
Cowell s'intéresse au métier d'acteur pendant l'une de ses permissions navales. Il racontera plus tard comment, lorsqu'il a vu Hamlet pour la première fois, il a interrompu le fantôme en criant « C'est l'homme qui a cloué les drapeaux », et il a surpris Hamlet en suggérant : « Si j'étais vous, j'irais en mer ! »
En 1812, il écrit à George Sandford au Plymouth Theatre pour lui dire qu'il souhaite devenir acteur. Il est engagé et fait sa première apparition moins de deux semaines plus tard dans le rôle de Belcour dans The West Indian (en) de Richard Cumberland. Cette première est suivie par des engagements réguliers aux côtés d'artistes tels que Dorothea Jordan et Charles Mayne Young. Il joue à la fois dans la tragédie et dans la comédie, mais préfère cette dernière. L'un des rôles comiques les plus connus de Cowell est celui de Crack dans The Turnpike Gate.
Le directeur du théâtre Stephen Kemble (en) lui propose un engagement au Théâtre royal de Drury Lane, où il joue le rôle de Samson Rawbold dans The Iron Chest (en) de Colman et Nicholas dans Midnight Hour. À la mort de la reine Charlotte en 1818, les théâtres sont fermés. Pour se débrouiller, Cowell compose et joue dans un olio de trois heures intitulé Cowell Alone; or, a Trip to London. A son retour à Londres, il rejoint le Adelphi Theatre pour un engagement de trois ans. Il s'est ensuite produit au Astley's Theatre (en).
En 1821, le manager américain Stephen Price organise une tournée américaine qui commence au Park Theatre de New York, où il joue dans The Foundling of the Forest (en) et dans le rôle de Crack dans The Turnpike Gate. 
En 1844, il écrit un mémoire intitulé Thirty years passed among the players in England and America, publié en deux parties.
Il meurt en 1863 et est enterré au cimetière de Brompton, près de Londres. Une pierre a été érigée par son gendre, H. L. Bateman. 

### Peinture
Cowell était également un peintre de portraits. Il a parfois travaillé comme peintre de scènes à Covent Garden.

### Vie privée
La première épouse de Cowell est Maria Murray, sœur aînée de l'actrice et directrice de théâtre écossaise Harriet Murray (en). Leurs enfants sont Joseph Cowell, un peintre de scène, les acteurs William Cowell et Sam Cowell, et Maria Cowell, décédée à l'âge de cinq ans,. 
Sa deuxième épouse est Frances Sheppard, par qui il est le père de Sidney Frances Bateman (en), directrice de théâtre, dramaturge et actrice.
Sa troisième femme est Harriet Burke, qu'il épouse en 1848.

## Publications
- 1844 : Thirty years passed among the players in England and America: interspersed with anecdotes and reminiscences of a variety of persons, directly or indirectly connected with the drama during the theatrical life of Joe Cowell, comedian, partie I : Angleterre ; New York: Harper & brothers.
- 1844 : Thirty years passed among the players in England and America: interspersed with anecdotes and reminiscences of a variety of persons, directly or indirectly connected with the drama during the theatrical life of Joe Cowell, comedian, partie II : America.